# Nury (województwo mazowieckie)
Nury – wieś w Polsce położona w województwie mazowieckim, w powiecie wyszkowskim, w gminie Rząśnik. Ma status sołectwa.

## Historia
Wieś powstałą w końcu XVIII w., pojawia się w opisie parafii Lubiel w 1784. Nazwa odnosi się do gatunku ptaka wodnego, prawdopodobnie występującego w okolicy, na Pulwach.
W 1827 we wsi istniało 15 domów, w których mieszkało 158 osób. Po uwłaszczeniu powstało tutaj 19 gospodarstw na 429 morgach gruntu.
W 1921 w Nurach istniało 21 domów. Żyło tu 143 mieszkańców. Wieś była częścią gminy Obryte (wcześniej gminy Lubiel). W latach 1954–1972 miejscowość była częścią gromady Lubiel Nowy. Od 1973 należy do gminy Rząśnik. W latach 1975–1998 miejscowość administracyjnie należała do województwa ostrołęckiego.
Wierni kościoła rzymskokatolickiego należą do parafii św. Stanisława Biskupa i Męczennika w Lubielu.
We wsi znajduje się cmentarz ewangelicki osadników niemieckich.